# Руська Волова
Руська Волова (словац. Ruská Volová) — село в Словаччині, Снинському окрузі Пряшівського краю. Розташоване в північно-східній частині Словаччини, недалеко кордону з Україною.

## Історія
Давнє лемківське село Волове. Вперше згадується у 1609 році. 
В селі є греко-католицька церква з 1891 р., збудована на місці колишньої дерев'яної церкви. 

## Відомі люди
В селі народився Федір Головатий, опришок групи розбійників, яка діяла в 1492-1495 рр., котрому встановлена пам'ятна дошка.

## Населення
| Рік:            | 1993 | 2003     | 2013     | 2023     |
| --------------- | ---- | -------- | -------- | -------- |
| Кількість осіб: | 166  | 130      | 107      | 75       |
| Різниця:        |      | -21,68 % | -17,69 % | -29,90 % |

| Рік:            | 2022 | 2023    |
| --------------- | ---- | ------- |
| Кількість осіб: | 77   | 75      |
| Різниця:        |      | -2,59 % |

В селі проживає 127 осіб.
Національний склад населення (за даними останнього перепису населення — 2001 року):
- словаки — 47,48 %
- русини — 47,48 %
- українці — 2,88 %

Склад населення за приналежністю до релігії станом на 2001 рік:
- православні — 78,42 %,
- греко-католики — 12,95 %,
- римо-католики — 5,76 %,
- не вважають себе віруючими або не належать до жодної вищезгаданої церкви — 2,16 %